# Немиця (Каменський повіт)
Немиця (пол. Niemica) — село в Польщі, у гміні Ґольчево Каменського повіту Західнопоморського воєводства.
Населення — 168 осіб (2011).
У 1975-1998 роках село належало до Щецинського воєводства.

## Демографія
Демографічна структура станом на 31 березня 2011 року:
|          | Загалом | Допрацездатний вік | Працездатний вік | Постпрацездатний вік |
| -------- | ------- | ------------------ | ---------------- | -------------------- |
| Чоловіки | 80      | 16                 | 57               | 7                    |
| Жінки    | 88      | 16                 | 53               | 19                   |
| Разом    | 168     | 32                 | 110              | 26                   |